# Blind (serie televisiva)
Blind (블라인드?, Beulla-indeuLR) è una serie televisiva sudcoreana trasmessa su tvN dal 16 settembre al 5 novembre 2022. In lingua originale con sottotitoli in lingua 

## Trama
Un misterioso serial killer soprannominato Joker impazza per Seul, ma al processo il principale sospettato dietro ai delitti, Jung Man-chun, si dichiara innocente. La sentenza lo giudica però colpevole, e poco dopo la sua emissione Jung e alcuni giurati vengono uccisi, confermando così che Joker è ancora a piede libero. Sul caso indaga il detective Ryu Sung-joon insieme a suo fratello, il giudice Ryu Sung-hoon, e all'assistente sociale Jo Eun-ki, una dei giurati sopravvissuti.

## Personaggi e interpreti
- Ryu Sung-joon, interpretato da Ok Taec-yeon
- Ryu Sung-hoon, interpretato da Ha Seok-jin
- Jo Eun-ki, interpretata da Jung Eun-ji